# Bataille de Gaugamèles
Campagnes d'Alexandre le Grand
Batailles
- Pélion
- Thèbes

- Granique
- Milet
- Halicarnasse
- Issos
- Tyr
- Gaugamèles
- Portes persiques

- Aornos
- Hydaspe

La bataille de Gaugamèles , qui s'est déroulée le 1er octobre 331 av. J.-C., est l'affrontement décisif entre l'armée d'Alexandre le Grand et celle de Darius III. Lors de cette bataille, considérée comme l'une des plus importantes de l'Antiquité par les forces impliquées, le royaume de Macédoine vainc définitivement l'Empire perse. Cette bataille est parfois, quelque peu abusivement, appelée bataille d'Arbèles en référence à la cité d'Arbèles (Erbil dans le Kurdistan actuel), située à 100 km environ du champ de bataille.

## Contexte historique
L'armée macédonienne débarque en Anatolie en mai 334 et défait les satrapes sur les rives du Granique. En novembre 333, l'armée perse, commandée par Darius III en personne, est vaincue à Issos en Cilicie. Alexandre entame alors la conquête de la Phénicie et de l'Égypte. Puis au printemps 331, il marche vers l'Euphrate qui est traversé, sans réelle opposition, à la fin juillet.
Darius décide de former une armée, afin de remporter la bataille décisive. Aussi Alexandre, au lieu de marcher sur Babylone selon son plan initial, remonte vers le nord et franchit le Tigre en septembre 331. Après plusieurs jours de marche, Alexandre apprend que l'armée perse, bien supérieure en nombre, l'attend dans la plaine de Gaugamèles, à une centaine de kilomètres d'Arbèles.
Ses plus anciens officiers, en particulier Parménion, inquiets de la difficulté qu'il y aurait à repousser en plein jour une armée si nombreuse, conseillent Alexandre d'attaquer les ennemis pendant la nuit mais Alexandre leur répond qu'il ne souhaite pas « dérober la victoire ». Certains n'approuvent pas ce choix et sont encore plus préoccupés lorsque Alexandre, contre sa coutume, dort d'un sommeil profond la veille du combat, comme s'il avait déjà vaincu. Lors de la bataille, les soldats observent une éclipse lunaire.

## Déroulement de la bataille

### Ordre de bataille
La bataille a lieu dans la plaine de Gaugamèles, dans le nord de l'Irak actuel, même si la localisation exacte de la bataille n'est pas clairement établie, on situe généralement le site à l'est de la ville de Mossoul.
Darius, ayant intégré les causes de sa défaite à la bataille d'Issos, a choisi un terrain plus favorable : une grande plaine régulière, dont il a fait nettoyer les cailloux afin que la cavalerie et les chars à faux puissent manœuvrer plus facilement. Il a fait également planter des piques de fer dans le sol afin de blesser les chevaux adverses.
Avec près de 277 000 fantassins, 23 000 cavaliers, 200 chars et 15 éléphants de guerre, Darius compte profiter d'une large supériorité numérique (de 1 à 6) ; car contrairement à Issos où il n'a aligné que des Perses (mis à part les mercenaires grecs), il oppose ici à Alexandre des soldats venus de tout l'Empire perse. Celui-ci étant très étendu, les soldats sont de cultures, de langues et d'ethnies différentes, son armée est de ce fait très hétérogène, du point de vue des armements et des techniques de combat. 
Alexandre aligne 40 000 soldats, dont 31 000 phalangites, et 7 000 cavaliers, certes moins nombreux que les Perses mais parfaitement entraînés et équipés, formant une armée homogène. Ne pouvant contourner l'immense formation perse en utilisant sa tactique habituelle du marteau et de l'enclume, Alexandre doit déployer son armée différemment de la stratégie habituelle. Il décide d'utiliser un placement en échelon, exceptionnel à l'époque, qui doit lui permettre d'occuper le maximum de terrain et de prendre à revers les flancs adverses : les troupes sont donc positionnées décalées les unes par rapport aux autres. Les phalanges sont organisées en carré de 256 hommes (16 hommes sur 16 lignes) avec les combattants les plus aguerris aux premières lignes. Comme de coutume, Alexandre place au centre de son dispositif la phalange, protégée sur son flanc gauche par les hoplites et les peltastes, et sur son flanc droit par les hypaspistes. Alexandre répartit la cavalerie sur les flancs. Il mène le flanc droit à la tête de la cavalerie lourde des Compagnons et de frondeurs d'élite cachés par ceux-ci. Quant au flanc gauche, formé des cavaliers thessaliens et thraces, il est lui commandé par Parménion. Alexandre participe donc directement aux combats sur son cheval Bucéphale comme pour toutes ses batailles, alors que Darius, lui, commande son armée depuis l'arrière juché sur un char.

### Engagement

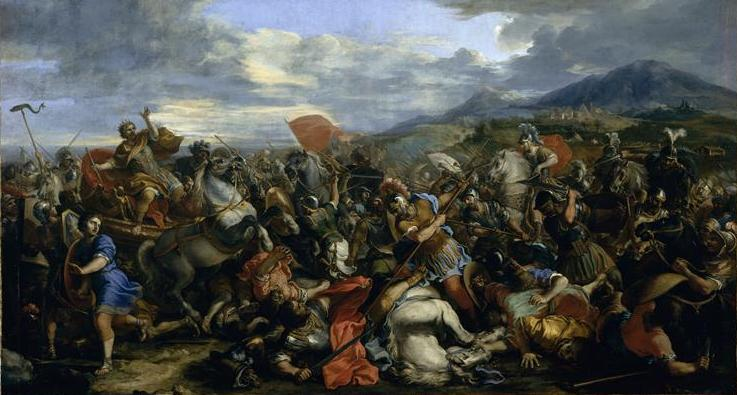
Alexandre le Grand, vainqueur de Darius à la bataille d'Arbelles, Jacques Courtois, 1687.

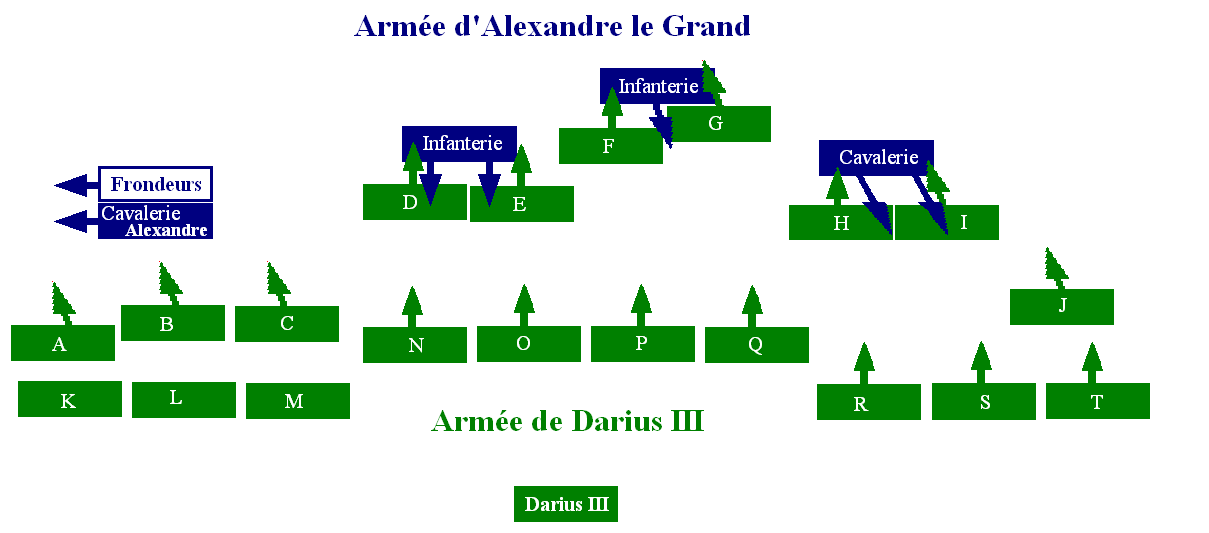
Étirement du front.

Darius est le premier à faire avancer ses troupes; il envoie sa cavalerie sur le flanc macédonien le plus replié, là où elle peut manœuvrer au mieux. Alexandre, qui a anticipé cette manœuvre, en profite pour partir sur sa droite tout en restant à distance. Le front s'étend alors en largeur et oblige une partie des troupes perses à suivre la cavalerie d'Alexandre.
Darius envoie ses chars à faux dans le but de vaincre rapidement le centre adverse. La phalange macédonienne repousse la charge en s'écartant à l'arrivée des chars, créant de petites « souricières » dans la formation du front. Les chevaux, par instinct, se précipitent vers ces ouvertures plutôt que d'entrer de plein fouet sur les phalangites qui pointent leurs sarisses. Les conducteurs de chars sont rapidement mis hors de combat. Le roi perse, voyant ses unités montées en difficulté, lance une grande partie de son infanterie légère dans la mêlée.

### Mouvement décisif

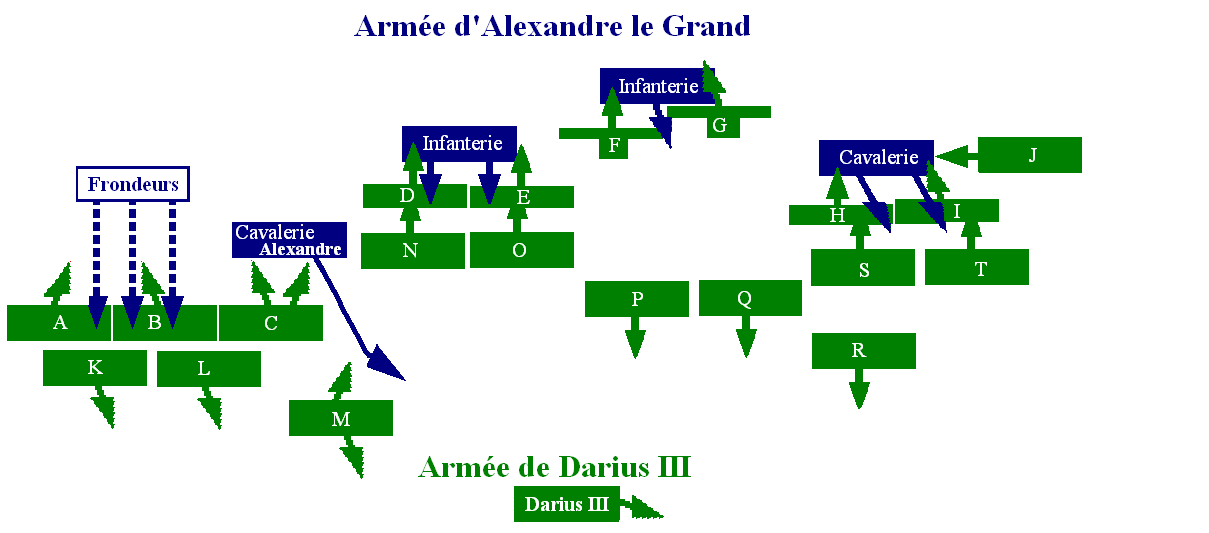
Percée décisive.

Pendant ce temps, Alexandre à la tête des Compagnons a tellement étendu le front perse qu'il n'est plus solidaire. Darius remarque ce mouvement mais fait poursuivre le jeune roi. Alors que les deux colonnes de cavalerie allaient se rencontrer, Alexandre change soudain de direction, découvrant les peltastes d'élite (les Agrianes) qui attaquent et bloquent aussitôt la cavalerie perse, et fonce sur le centre dégarni de l'armée perse où se trouve Darius. En effet, compte tenu des effectifs, Alexandre avait prévu de se lancer dans un combat entre lui et Darius afin qu'une fois le roi perse mort, son armée se rende.

### Aide à Parménion

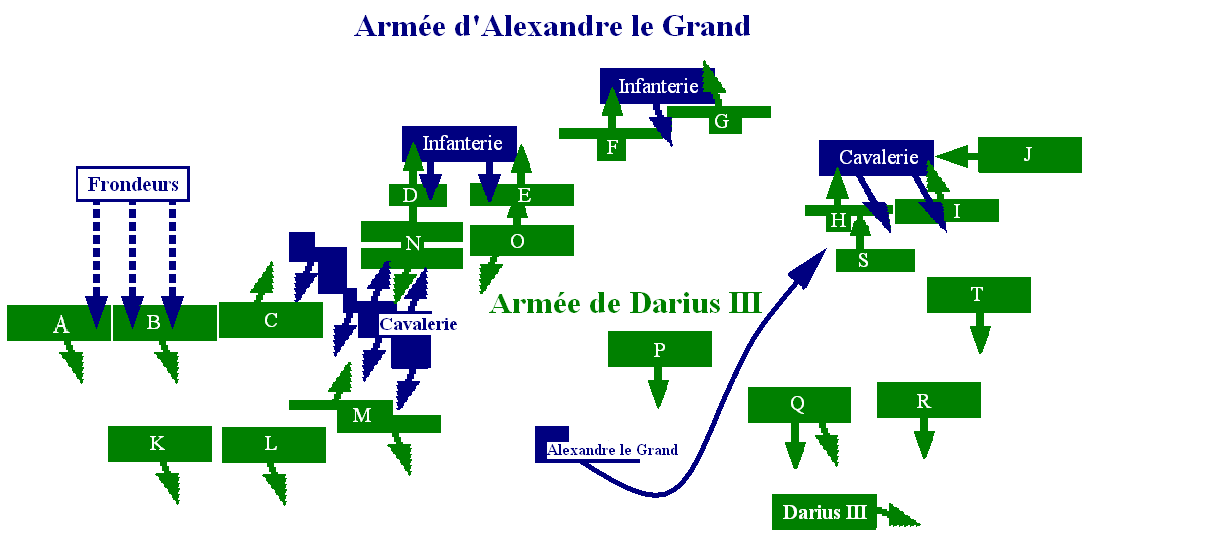
Aide à Parménion.

Sur le flanc gauche macédonien, les combats tournent à l'avantage des Perses, sous l'action du satrape Mazaios, qui parviennent à créer une brèche jusqu'à l’arrière-garde de Parménion. Au centre, Alexandre, sa cavalerie et une partie de l'infanterie légère, qui a réussi à repousser les charges de l'armée perse, foncent sur Darius. Le roi perse prend la fuite et quitte le champ de bataille suivi par sa garde.
Alexandre doit choisir entre la poursuite de Darius ou aider ses troupes. Faisant le choix de la raison, il abandonne la poursuite pour venir en aide à son flanc gauche malmené. Les ordres de repli ont du mal à parvenir à toute l'armée perse et les combats se poursuivent donc durant plusieurs heures, s'achevant sur la victoire complète de l'armée macédonienne.

## Conséquences

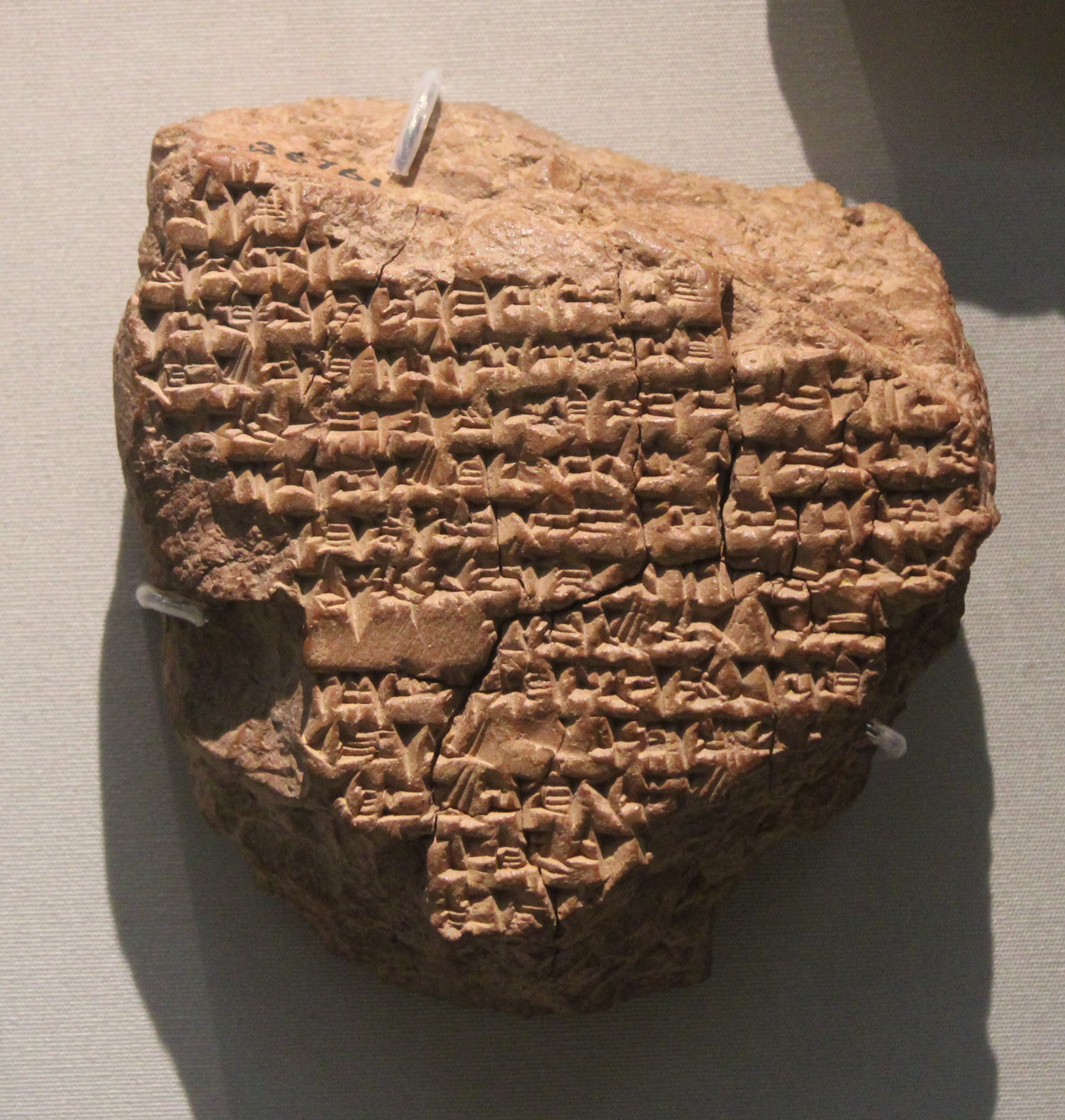
Tablette cunéiforme mentionnant la bataille de Gaugamèles et l'entrée d'Alexandre dans Babylone, British Museum.

Darius parvient à s'enfuir vers Arbèles avec son bataillon d'Immortels et des cavaliers de Bactriane mais abandonne son trésor, estimé à 4 000 talents (entre 75 et 100 tonnes d'argent) et ses armes personnelles. Alexandre se lance à sa poursuite, frustré de ne pas avoir réussi à tuer le Grand Roi. Mais entendant l'appel de Parménion qui continue de se battre contre les cavaliers de Darius, il décide d'abandonner la poursuite pour se porter à son secours.
Après cette victoire, Alexandre est couronné roi d'Asie lors d'une cérémonie fastueuse célébrée à Arbèles, puis il entre en vainqueur dans Babylone en octobre 331 av. J.-C. Darius meurt quelque temps après dans les montagnes de Médie, assassiné par ses satrapes en juillet 330. Le satrape Mazaios, proche serviteur de Darius, se met au service d'Alexandre, provoquant une certaine incompréhension pour les compagnons d'Alexandre. 
À la suite de l'échec stratégique des chars à faux, cette arme ne joue plus de rôle déterminant sur un champ de bataille.

## Dans l'art et la culture

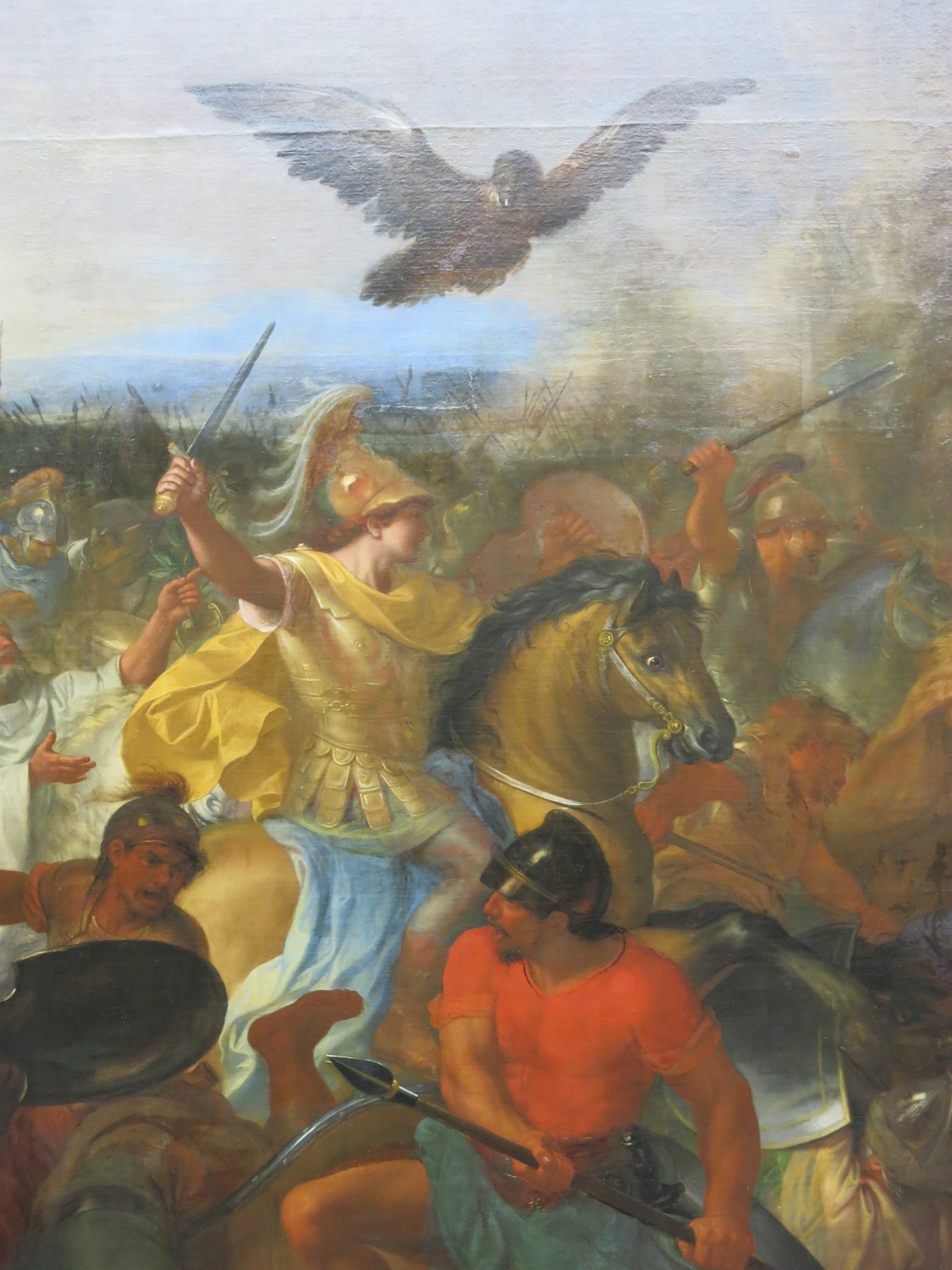
Détail de La Bataille d'Arbèles, Charles Le Brun, 1669, musée du Louvre.

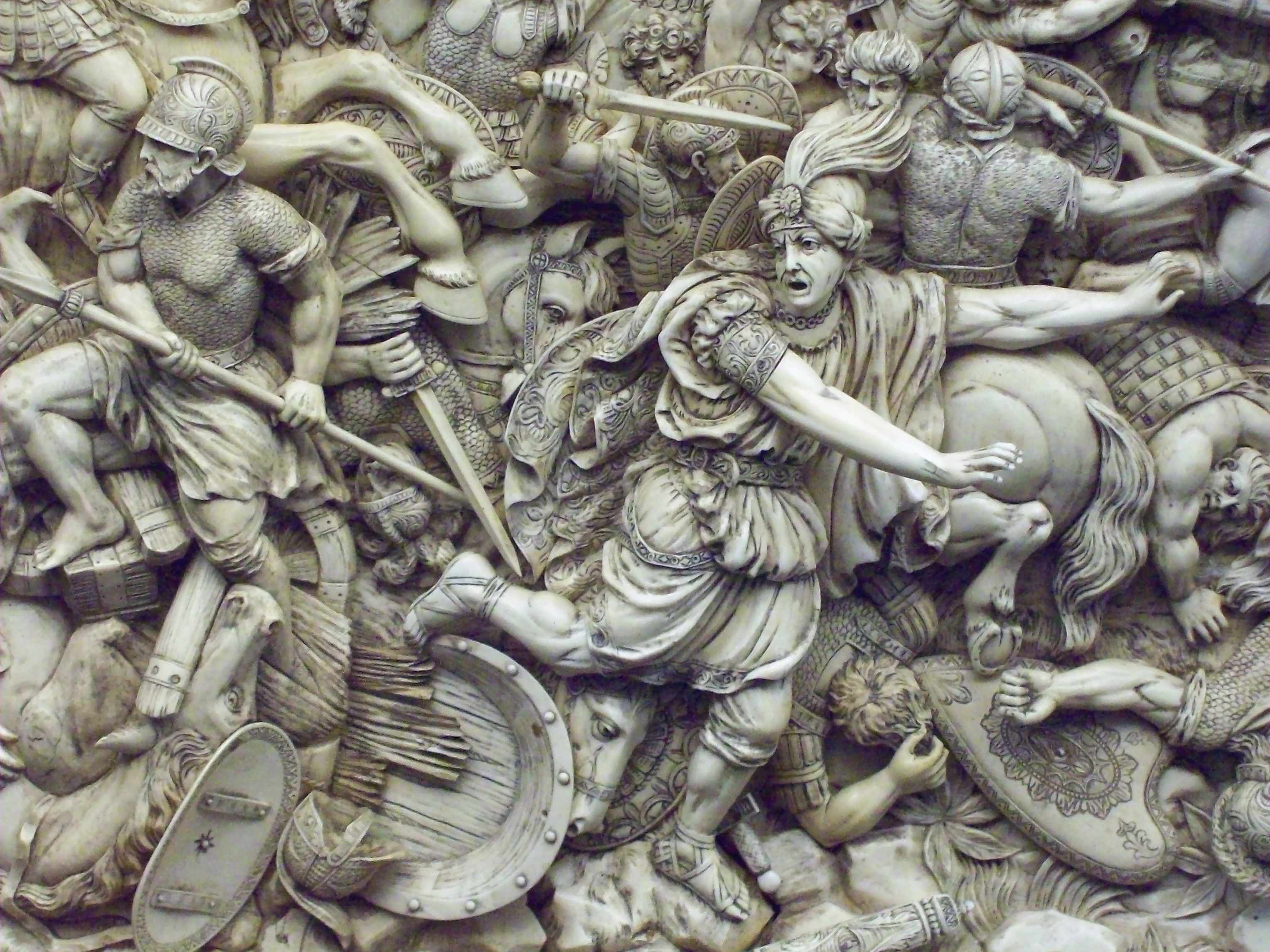
Détail de la Bataille de Gaugamèles, XVIIIe siècle, musée archéologique de Madrid.

La bataille de Gaugamèles a été peinte par Jan Brueghel l'Ancien (La Bataille de Gaugamèles) en 1602. Elle a également été peinte par Charles Le Brun en 1669 : La Bataille d'Arbélès est une commande de Louis XIV parmi d'autres ayant pour thème les grandes batailles d'Alexandre. Ce tableau a inspiré d'autres œuvres dont un bas-relief en ivoire du XVIIIe siècle, exposé au musée archéologique national de Madrid.
La bataille est représentée assez fidèlement dans le film Alexandre réalisé par Oliver Stone en 2004. Elle constitue toutefois la synthèse des trois principales batailles livrées par Alexandre contre les Perses (Granique, Issos et Gaugamèles).

### Sources antiques
- Arrien, Anabase [lire en ligne], III, 5-11 ;
- Diodore de Sicile, Bibliothèque historique [détail des éditions] [lire en ligne], XVII, 53-61 ;
- Justin, Abrégé des Histoires philippiques de Trogue Pompée [détail des éditions] [lire en ligne], 13-14 ;
- Plutarque, Vies parallèles [détail des éditions] [lire en ligne], Alexandre.